# Regla de los tres clics
La regla de los tres clics es una regla de diseño web no oficial referente a la navegación de una página web. La regla sugiere que todo usuario debería poder acceder a toda la información de la página en tan solo tres clics de la página de inicio. Está basada en que si un usuario necesita hacer demasiados clics para encontrar algo, puede llegar a una situación de frustración, haciendo que abandone la página. Aunque hay pocas evidencias analíticas de que esto realmente sea así, se trata de una creencia común entre los diseñadores web, haciendo que esta regla se convierta en una parte importante de un buen sistema de navegación.
En el libro Obtén tu talento de la web (2001), Jeffrey Zeldman explica que la regla de los tres clics está "basada en la forma que utiliza la gente las páginas web" y "La regla te puede ayudar a crear sitios intuitivos y con estructuras lógicas jerárquicas".
La página británica de asesoramiento empresarial Business Link recomienda el uso de la regla cómo una 'buena práctica' en el diseño web.

## Crítica
La regla de los tres clics ha sido desafiada por tests de usabilidad, con los que se demuestra que la cantidad de clics necesarios para acceder a la información no afecta a la felicidad del usuario. Aunque no todos están de acuerdo con tales tests.
En los sitios de comercio electrónico, la regla de los tres clics puede llegar a ser perjudicial ya que podría provocar que hubiese categorías demasiado grandes con demasiados artículos.